# آدولف مولر (کشتی‌گیر)
آدولف مولر (آلمانی: Adolf Müller؛ زادهٔ ۱۱ آوریل ۱۹۱۴ - درگذشته نامشخص) کشتی‌گیر کشتی آزاد اهل سوئیس بود.
وی در مسابقات کشوری و بین‌المللی در مجموع برندهٔ ۱ مدال برنز شده‌است.